# Анже Логар
Анже Логар (словен. Anže Logar; нар. 15 травня 1976, Любляна) — словенський політик, економіст. Директор урядового відділу зовнішніх зносин у перших двох урядах Янші, офіційний речник під час словенського головування в Раді Європейського Союзу 2008 року, міністр закордонних справ Словенії в третьому уряді Янші з 13 березня 2020 до 1 червня 2022 року.
Кандидат на посаду президента Словенії на президентських виборах у жовтні 2022 року. За результатами першого туру виборів Логар набрав 33,96 %. Проте у другому турі, програв головноному опоненту, Наташі Пірц Мусар, яка у першому турі набрала 26,86 % голосів.

## Життєпис

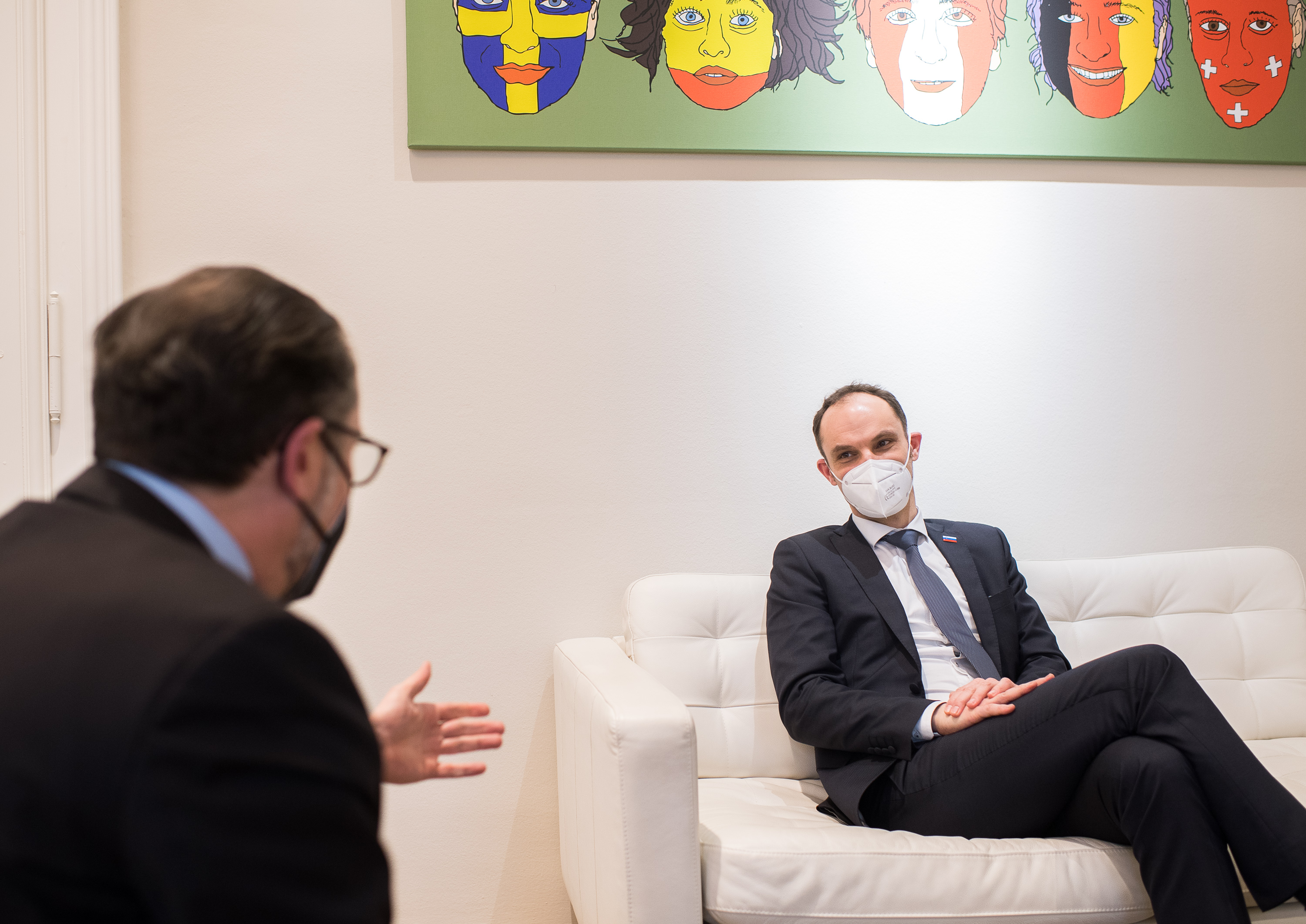
На прийомі в австрійського колеги Александера Шалленберга

2000 року закінчив економічний факультет Люблянського університету. У січні 2006 року завершив магістратуру із державного управління та європеїстики. У липні 2016 року здобув ступінь доктора на факультеті прикладних суспільних наук.
Трудову діяльність почав 2000 року у відділі маркетингу SKB Bank (група Société Générale). З огляду на вступ Словенії в ЄС 2003 року переїхав у Брюссель, щоб працювати радником у складі нових словенських депутатів Європарламенту від групи Європейська народна партія (SDS). Потім ввійшов до уряду Янеза Янші як керівник відділу зв'язків з громадськістю урядового бюро з європейських питань (2006-07) та як директор урядового відділу зовнішніх зносин (2007-08); у цей період був також офіційним речником під час словенського головування в Раді ЄС 2008 року. Коли уряд замість Янші очолив Борут Пахор, Логар зберіг посаду керівника комунікаційного відділу. 2012 року перепризначений директором цього відділу і в другому уряді Янші. Наступного року призначений повноважним посланником Дирекції з економічної дипломатії Міністерства закордонних справ Словенії.
На місцевих виборах у Словенії 2010 року обраний депутатом міської ради Любляни за списком Словенської демократичної партії (SDS). Переобраний міським депутатом на виборах 2014 і 2018 років.
На парламентських виборах 2014 року обраний від Словенської демократичної партії до Національних зборів Словенії. Очолював слідчий комітет із виявлення зловживань у словенській банківській системі та визначення причин і відповідальності за другу реорганізацію банківської системи в історії незалежної Словенії. Був членом парламентських груп дружби з Ізраїлем, Францією та Сполученими Штатами. Переобраний у парламент на виборах 2018 року.
На початку 2020 року призначений міністром закордонних справ у третьому уряді Янші. На парламентських слуханнях його кандидатури назвав пріоритетом розширення дипломатичної мережі, покращення співпраці з Міністерством оборони та зміцнення відносин із сусідньою Хорватією, включно з виконанням арбітражного рішення за спором щодо Піранської затоки.
Профільний комітет схвалив його 13 голосами «за» і 7 «проти».
У квітні 2020 року його критикували за направлення в Раду Європи листа, якого, як повідомляється, склав новий директор відділ зовнішніх зносин уряду Словенії Урош Урбанія, де стверджується, що всі засоби масової інформації в Словенії беруть своє коріння від комуністичного режиму.
23 жовтня 2020 року Логар здав тест на COVID-19, який виявився позитивним.

## Відзнаки
16 лютого 2007 р., з нагоди Дня незалежності, президент Литви Валдас Адамкус вручив йому державну нагороду — «Хрест Порятунку тих, хто гине» за його заслуги в порятунку життя громадянина Литви, який тонув в озері в Угорщині.